# Psychastenia
Psychastenia – (z gr. ψυχή, psyche «dusza» i ἀσθένεια, asteneia «bezsilność, słabość») zaburzenie lękowe związane z zaburzeniami obsesyjno-kompulsyjnymi. Chorzy nie potrafią sprecyzować swoich uczuć (ambiwalencja) lub wypracować swojego zdania na pewien temat (ambitendencja). Nie są też pewni siebie i muszą przemyśleć każdą swoją akcję.